# Cyperus aurifer
Cyperus aurifer är en halvgräsart som beskrevs av Henri Chermezon. Cyperus aurifer ingår i släktet papyrusar, och familjen halvgräs. Inga underarter finns listade i Catalogue of Life.